# Чай з бергамотом
«Чай з бергамотом» — український художній фільм режисера Сергія Деньга.

## Синопсис
Мелодрама «Чай з бергамотом» розповість про те, як в один звичайний день життя процвітаючого одеського лікаря повністю зміниться. І тільки рада «Фрейда XXI століття» пірнути в океан любові розставить всі крапки над «i»…